# Ґолушиці
Ґолушиці (пол. Gołuszyce) — село в Польщі, у гміні Прущ Свецького повіту Куявсько-Поморського воєводства.
Населення — 407 осіб (2011).
У 1975-1998 роках село належало до Бидгощського воєводства.

## Демографія
Демографічна структура станом на 31 березня 2011 року:
|          | Загалом | Допрацездатний вік | Працездатний вік | Постпрацездатний вік |
| -------- | ------- | ------------------ | ---------------- | -------------------- |
| Чоловіки | 151     | 29                 | 107              | 15                   |
| Жінки    | 256     | 31                 | 131              | 94                   |
| Разом    | 407     | 60                 | 238              | 109                  |